# Ван Липин
Ван Липи́н (кит. упр. 王丽萍, пиньинь Wáng Lìpíng; род. 8 июля 1976) — китайская легкоатлетка, олимпийская чемпионка.
Ван Липин родилась в 1976 году в Фэнчэне городского округа Даньдун провинции Ляонин.
В 2000 году на Олимпийских играх в Сиднее Ван Липин завоевала золотую медаль в спортивной ходьбе на 20 км. Четыре года спустя она приняла участие в Олимпийских играх в Афинах, но там финишировала лишь восьмой.